# Rimska kolonija
Rimska kolonija (latinsko colonia) je bila prvotno rimska vojaška postojanka na novoosvojenih ozemljih, ustanovljena za njihovo obrambo. Naziv kolonija se je začel sčasoma uporabljati tudi za rimska mesta z najvišjim statusom. 

## Zgodovina
Po Liviju sta bili prvi rimski koloniji Antemnae (v Laciju malo severno od Rima) in Crustumerium (tudi v Laciju na meji s Sabinci), ustavovljeni okoli leta  752 pr. n. št..
Druge zgodnje kolonije so bile Veletrae, ustanovljene v 5. stoletju pr. n. št., in Ostia, Antium in Terracina, ustanovljene v poznem 4. stoletju pr. n. št.. V tem prvem obdobju kolonizacije, ki je trajalo do konca punskih vojn, so imele kolonije predvsem vojaško oziroma obrambno vlogo. 
Za njimi so začeli ustanavljati tudi kolonije rimskih državljanov in kolonije Latincev, ki so se razlikovale po velikosti, zakonodaji in veri. Kolonije državljanov so se ustanavljale največ ob morski obali in so se zato imenovale coloniae maritimae. Bile so majhne (tristo družin), stale v bližini Rima in niso imele svojega  meščanskega življenja. Po mnenju poznavalcev so bile zato zelo podobne atenski kleruhiji.
Med kolonije so spadala tudi mesta, ki so jih ustanavljali Rimljani za svoje državljane. Mednje so pogosto spadali odsluženi legionarji, ki so morali po marijskih reformah od države dobiti primerno  zemljišče.

## Emona
Na slovenskem ozemlju je imela položaj kolonije Emona (Colonia Ivlia Aemona) v središču sedanje Ljubljane.
V obdobju med prvo in drugo svetovno vojno sta o ustanovitvi in začetkih Emone mnogo pisala Walter Schmid in Balduin Saria. Schmid, ki se je skliceval predvsem na pisne vire in epigrafski gradivo, je dokazoval, da je bila Emona kolonija  že v času cesarja Avgusta (vladal 27 pr. n. št.-14 n. št.). Saria je trdil, da je bila Emona vojaški tabor XV. legije Apollinaris in je postala civilno naselje in kolonija šele v času cesarja Tiberija (vladal 14-37). Schmidovo trditev je po letu 1955 zagovarjal tudi Jaroslav Šašel. Materialni dokazi  bolj podpirajo Schmidovo in Šašlovo trditev.